# Azteca
Azteca ist eine Gattung der Ameisen (Formicidae) aus der Unterfamilie der Drüsenameisen (Dolichoderinae), die mit ca. 90 Arten in Mittel- und Südamerika (Neotropis), nördlich bis Zentralmexiko, vorkommt. Es ist nach Dolichoderus die zweitgrößte Gattung der Unterfamilie. Sie gehören im tropischen Tiefland oft zu den häufigsten Ameisen.

## Merkmale
Alle Arten der Gattung Azteca besitzen zwei unterschiedliche Morphen von Arbeiterinnen, die sich in der Körpergröße markant unterscheiden. Die Arten der Gattung besitzen eine wenig gepanzerte, dünne Kutikula, deren Oberfläche unskulpturiert ist; meist ist sie entweder schwach gepunktet oder weist winzige Grübchen auf. Gröbere Elemente wie Dornen, Stacheln, Kiele oder Rippen kommen niemals vor. Der Kopf der Tiere ist am Scheitel mehr oder weniger stark eingebuchtet und dadurch etwas herzförmig, besonders bei den größeren Arbeiterinnen. Er trägt runde Komplexaugen, die relativ weit vorn am Kopf sitzen, und bei den größeren Arbeiterinnen (Majores) zusätzlich Punktaugen (Ocellen). Die Mandibeln tragen eine Kauleiste mit 7 bis 9 Zähnen, deren äußerster nicht erweitert ist. Der Clypeus ist an den vorderen Ecken außen (anterolateral) nach vorn vorgezogen. Der Petiolus trägt eine nach vorn abgerundete, markante Schuppe und ist zusätzlich nach unten hin knotenförmig erweitert. Am Rumpf ist durch eine Grube auf dem Metanotum ein deutlicher Einschnitt zwischen Mesonotum und Propodeum erkennbar. Die Arbeiterinnen der verschiedenen Arten sind innerhalb der Art (intraspezifisch) recht variabel und zwischen den Arten (interspezifisch) recht ähnlich, so dass sie als Arbeiterinnen schwer bestimmbar sind.

## Lebensweise
Alle Azteca-Arten nisten auf Bäumen (arboricol). Viele Arten bauen Kartonnester aus zerkauten Pflanzenfasern, entweder frei oder in Hohlräumen wie zum Beispiel Baumhöhlen oder hohlen Stängeln; diese gewinnen durch einwucherndes Pilzmycel zusätzliche Festigkeit. Andere nisten direkt in Hohlräumen von Pflanzen, viele Arten in solchen, die ihnen von bestimmten Baumarten eigens für diesen Zweck bereitgestellt werden (sog. Domatien). Wenige Arten, zum Beispiel die in Brasilien vorkommende Azteca trailii, legen in ihren Kartonnestern sogenannte Ameisengärten an; dazu tragen sie gezielt Samen von epiphytischen Pflanzenarten ein, die hier keimen und ein besonderes Mikro-Ökosystem (Synusie) bilden. Einige Azteca-Arten ernähren sich als unspezialisierte Räuber (Prädatoren) von kleinen Arthropoden, viele Arten sind allerdings symbiontische Beziehungen mit anderen Organismen eingegangen, die für ihre Ernährung wesentlich sind. So züchten einige Arten Schildläuse der Familien Coccidae und Pseudococcidae, von deren Ausscheidungen sie sich ernähren. Andere werden von bestimmten Baumarten, als Gegenleistung für Schutz vor Pflanzenfressern, mit Nahrung versorgt.
Azteca-Arten sind in ihren Lebensräumen meist individuenreich vertreten. Sie sind gegenüber anderen im selben Lebensraum vorkommenden Ameisen-Arten meist dominant. Gegenüber menschlichen Einflüssen sind sie nicht sehr empfindlich. In gestörten und Sekundärwäldern sind sie oft sogar häufiger als in ungestörten Regenwäldern.

## Symbiose mit Ameisenbäumen
Einige Arten dieser Gattung, insbesondere Azteca constructor, Azteca muelleri, Azteca xanthochroa, Azteca coeruleipennis, Azteca alfari und Azteca ovaticeps, zeichnen sich durch eine bemerkenswerte Symbiose mit Pflanzen der Gattung Cecropia, den sogenannten Ameisenbäumen, aus; diese wird manchmal mit dem Fachausdruck Myrmekophylaxis bezeichnet. Diese Bäume sind insbesondere in tropischen Sekundärwäldern, zum Beispiel nach Brandrodung, weit verbreitet. Mehr als die Hälfte der Bäume (zwischen 47 und 85 Prozent) weist eine eigene Ameisenkolonie auf. Die Jungköniginnen konkurrieren um geeignete Bäume und lassen keine weitere Kolonie im selben Hohlraum (Internodium) zu. Meist existiert pro Baum nur ein erfolgreicher Ameisenstaat. Zahlreiche weitere Ameisenarten versuchen auf Cecropia Kolonien zu bilden, diese sind aber in der Regel gegenüber Azteca in der Konkurrenz unterlegen. Einige Arten der Gattungen Pachycondyla und Camponotus besiedeln aber gelegentlich auch ältere Cecropia-Bäume.
Die Ameisen leben in den Internodien, den hohlen, durch Querwände unterteilten Zweigen und Stämmen zwischen den Blattansätzen, in denen sie Kartonnester anlegen. Die Internodien sind außen durch ein hartes Sklerenchym versteift, während das innere zunächst von einem weichen Mark erfüllt ist. An älteren Sprossen weicht das Mark zurück und gibt Hohlräume frei, die die Ameisen besiedeln. Außen bildet die Pflanze dort eine dünne, präformierte Zone ohne die sonst zur Abwehr dienenden Latex-Gänge, die Prostoma genannt wird; sie erleichtert den Ameisenköniginnen den Eintritt. Das hier freigenagte Loch dient der Ameisenkolonie später als erster Ausgang. Ältere Kolonien nagen Löcher durch die Septen zwischen den Internodien und besitzen zahlreiche Ausgangslöcher überall auf der Pflanze.
Die Ameisen werden von den Pflanzen auch mit Nahrung versorgt. Dazu bilden sich außen an der Basis des Petiolus an der Spitze von Pflanzenhaaren (Trichomen) eiweiß- und fettreiche, so genannte „Müller’sche Körperchen“ (benannt nach dem Entdecker dieser Symbiose, Johann Friedrich Theodor Müller), die vor allem den Larven als Nahrung dienen. Darüber hinaus fressen die Ameisen Honigtau von Schildläusen. Als Gegenleistung verteidigen sie diese Pflanzen gegen Schädlinge und Fraßfeinde, sie bekämpfen sogar aufwachsende Epiphyten und Lianen. Die Tiere sind zum Teil außerordentlich aggressiv gegen jede Annäherung an ihren Baum, auch Wirbeltieren und dem Menschen gegenüber. Sie vermögen es sogar, sich gegen die Treiberameisen der Gattung Eciton zu verteidigen, die Bäume mit Azteca-Kolonien auf ihren Raubzügen ignorieren.

### Vor- und Nachteile für die Symbiosepartner
Die Ameisen erhalten zwar Wohnraum und Nahrung, sie müssen aber dafür in Kauf nehmen, dass sie einem erhöhten Risiko von Spechtangriffen ausgesetzt sind, die sie an den Stämmen viel leichter fressen können als am Boden lebende Ameisen. Auch resultieren für Königinnen und junge Ameisenvölker hohe Verluste aufgrund der Aggressivität der bereits etablierten Völker, die sich gegen sie als mögliche Konkurrenten ebenso richtet wie gegen die Pflanzenschädlinge.
Die Bäume müssen Energie für die Ernährung der Ameisen aufwenden. Darüber hinaus werden sie durch Spechte mehr beschädigt als andere Bäume und müssen Verluste durch die von den Ameisen gepflegten und verteidigten Schildläuse in Kauf nehmen. Dafür schützen sie die Ameisen aber sowohl vor anderen Schädlingen als auch vor Kletterpflanzen und Epiphyten. Auch profitieren die Bäume durch die stickstoffreichen Ausscheidungen der Ameisen.
Eine Modellierung der Symbiose ergab, dass die gegenseitigen Vorteile die Nachteile wohl überwiegen. Junge Bäume profitieren aber stärker von der Verbindung als ältere Exemplare.

## Evolution
Die Gattung Azteca steht nach morphologischen Merkmalen relativ basal in der Unterfamilie Dolichoderinae. In dominikanischem Bernstein aus dem Miozän ist die Art Azteca alpha das häufigste Fossil überhaupt. Dabei wurden Arbeiterinnen in direktem Kontakt mit Schildläusen gefunden; dies deutet darauf hin, dass diese Symbiose schon 15 bis 20 Millionen Jahre existiert. Eine Untersuchung der Verwandtschaftsverhältnisse innerhalb der Gattung Azteca anhand des Vergleichs von Sequenzen der MtDNA ergab, dass die Arten, die eine Symbiose mit Cecropia eingehen, untereinander nicht näher verwandt sind. Demnach ist diese Symbiose mehrfach unabhängig voneinander entstanden.